# 마나베 다이토

마나베 다이토(일본어: 真鍋大度)는 일본의 미디어 아티스트이다. 코더, 해커, 사운드 디자이너 및 DJ, VJ 등 다양한 방면에서 활동하고 있다.
1976년에 태어나 도쿄이과대학(東京理科大学)에서 수학을 전공하였으며 이후 IAMAS (International Academy of Media Arts and Sciences)에서 프로그래머와 시스템 엔지니어로서의 학업을 2004년에 마쳤다. 현존하는 미디어들을 독특한 시각으로 재창조해내는 작업들을 주로 해왔으며 예술과 디자인 뿐 아니라 R&D 분야 등 다양한 필드에서 활동해왔다. 도쿄에서 거주하고 있으나 전 세계를 범위로 활동하고 있으며, 현재 뉴미디어 그룹 4nchor5 la6 와 Rhizomatic의 주축 멤버로 활동하고 있다. 다양한 센서와 입력장치에 의해 얻어진 결과를 소리, 이미지 등으로 변환하는 작업이 그의 주 관심사이며 얼굴 표정을 악기로 이용한 face visualizer와 나이키 뮤직 슈즈 작업 등은 큰 화제가 되기도 하였다. 최근 한국 TEDX 홍익의 연사로 참여하였다.

## face visualizer
face visualizer는 다이토 마나베를 유명하게 만든 프로젝트 중 하나이다. 그는 ‘우리는 컴퓨터의 신호로 가짜 미소를 만들어낼 수는 있다, 그러나 누구도 인간의 감정 없이 진짜 미소를 만들어내는 것은 불가능하다.’라는 말에 영감을 받아 이 프로젝트를 시작했다고 한다. 이 프로젝트에서 그는 myo 센서와 저주파 생성기를 사용해 얼굴 표정의 변화를 잡아냈고, 이 변화치를 사운드프로그램인 MAX와 연동하여 얼굴 근육을 악기로 사용하는 데에 성공하였다. 다이토 마나베가 이 프로젝트 중 유튜브에 업로드한 동영상은 조회수 100만을 기록하며 세계적으로 큰 화제를 불러일으켰으며 실제 구동하는 센서 없이 그를 따라하는 동영상들이 다수 업로드되기도 하였다.

## Nike music shoes
Nike music shoes는 Nike Free Run+ 운동화를 선전하기 위한 광고의 일환으로 진행된 프로젝트이다. 퍼포먼스는 DJ 듀오 hifana가 담당하였고 다이토 마나베가 사운드 프로그래밍을 담당하였고, 그가 속한 4nchor5 la6의 토모카이 야나기사와 가 센서 등 하드웨어 부분의 디자인을 담당하였다. 이 프로젝트의 일환인 동영상에서 hifana는 신발 밑창이 구부러지는 정도에 따라 다르게 셋팅된 소리를 이용, 신발을 악기삼아 음악을 연주한다. 실제로 신발은 콘트롤러 역할을 하는데, 이 때 신발 밑의 3개의 센서가 구부러지는 정도에 따라 컴퓨터에 시리얼 코드를 보내고, 이 시리얼 코드를 오디오 프로그램인 MAX와 Ableton live를 이용하여 음악으로 변환하는 원리를 사용하였다.

## 주요 수상 내역
12회 일본 미디어 예술제 심사위원회 추천작품
다이토 마나베 + 모토이 이시바시 "sonic floor"
13회 일본 미디어 예술제 심사위원회 추천작품
다이토 마나베 "Face visualizer, instrument, and copy"
다이토 마나베 + 모토이 이시바시 "Pa++ern"
다이토 마나베 "the Way Sensing GO +"
13회 일본 미디어 예술제 Entertainment 부문 우수상
다이토 마나베 ＋ 알바로 카시넬리 ＋ 유사쿠 쿠리하라 ＋ 알렉시스 제루그 "scoreLight"